# Frankfurter Zeitung
El Frankfurter Zeitung fue un periódico en idioma alemán que existió entre 1856 y 1943. Durante la época del Kaiserreich y la República de Weimar fue uno de los diarios más importantes y leídos. Durante su existencia fue considerado generalmente como un diario de tendencia y orientación liberal. En la Alemania nazi fue considerada la única publicación autorizada que no estuvo completamente controlada por el Ministerio de Propaganda de Joseph Goebbels.

## Historia

### De los inicios a la República de Weimar
Fue fundado en 1856 con el nombre de Frankfurter Geschäftsbericht, aunque todavía cambiaría de nombre varias veces más hasta adoptar el definitivo. Durante la ocupación prusiana de Frankfurt en 1866, el diario estuvo prohibido entre julio y noviembre de ese mismo año. Después de la creación del Imperio Alemán en 1871, el Frankfurter Zeitung se convirtió en el principal portavoz de la oposición representada por la burguesía liberal extraparlamentaria. En esta primera época el diario se mostró más cercano al liberal e izquierdista Partido Popular Alemán. Después de 1900, desde sus editoriales se apoyaron los esfuerzos para alcanzar acuerdos que superaran la fragmentación existente en el espacio político del liberalismo progresista alemán. El periódico fue también el portavoz público de los sectores tradicionalmente pacifistas, tal y como se manifestó en el período anterior a la Primera Guerra Mundial y también durante la contienda.
Durante la República de Weimar el periódico se enfrentó a la hostilidad de los círculos nacionalistas, ya que el Frankfurter Zeitung se mostró favorable al Tratado de Versalles de 1919. En esa época también apoyó al nuevo gobierno alemán y la política de reconciliación con las potencias aliadas emprendida por el conservador Gustav Stresemann. En esta época se destacó como uno de los pocos periódicos verdaderamente comprometidos con la democracia, y también se ganó pronto la reputación de ser el diario en cual casi todos los pensadores de esta época publicaban sus textos, especialmente en la llamada sección del "Folletín". En esta época el escritor Siegfried Kracauer destacó por sus colaboraciones en la sección cultural del diario, la cual acabaría dirigiendo. Otro de los periodistas más sobresalientes de esta época fue Konrad Heiden, que, como corresponsal del diario en Múnich, estaba encargado de cubrir todo lo relacionado con el Partido Nazi.

### El período nazi
Después de la toma del poder por los nazis en 1933, numerosos colaboradores judíos como Siegfried Kracauer y Walter Benjamin se vieron forzados a abandonar el Frankfurter Zeitung. El director del diario, Otto Groth, fue perseguido por las autoridades nazis. El periódico fue finalmente vendido en 1934 a la corporación químico-industrial IG Farben, que tenía su sede en Frankfurt. Los directivos de la compañía, especialmente Carl Bosch, mostraron una buena disposición hacia el diario debido a su tradicional posición en la vida alemana, y creyeron que podría ser útil dando una publicidad favorable de la empresa.
Debido a la conveniencia de ofrecer una imagen positiva de cara a las relaciones públicas en el extranjero, el diario fue inicialmente respetado por Hitler y Josef Goebbels, lo que permitió que conservara una mayor independencia editorial que el resto de la prensa de la Alemania nazi. Sin embargo, a los pocos años IG Farben se rindió: inexorablemente, el diario se había convertido en un peligro para la compañía por el aumento de la supervisión del Ministerio de Propaganda y además estaba perdiendo rápidamente su reputación periodística en el ámbito internacional. Por otro lado, los directores de la compañía química se dieron cuenta de que ya no era útil como un instrumento para influir en la opinión pública, dado que en la práctica el régimen nazi no había dejado una opinión pública digna de tal nombre. El diario sería vendido a una subsidiria del principal órgano nazi de publicaciones, Eher Verlag, en 1938. Tras el comienzo de la Segunda Guerra Mundial, debiendo hacer frente a la constante caída de lectores, el diario fue cerrado en agosto de 1943.

### Era de posguerra
El Frankfurter Allgemeine Zeitung se considera a sí mismo como su sucesor, dado que muchos ex-periodistas del Frankfurter Zeitung colaboraron en su lanzamiento en 1946.

## Periodistas famosos
| - Theodor W. Adorno - Muhammad Asad - Walter Benjamin - Franz Blei - Margret Boveri - Alfred Döblin - Lion Feuchtwanger | - Erich Kästner - Editha Klipstein - Annette Kolb - Siegfried Kracauer - Ernst Kreuder - Heinrich Mann - Thomas Mann | - Sándor Márai - Franz Mehring - Soma Morgenstern - Peretz Naftali - Kurt Offenburg - Alfred Polgar - Joseph Roth | - Anna Seghers - Heinrich Schirmbeck - Walter Schmiele - Dolf Sternberger - Max Weber - Carl Zuckmayer - Stefan Zweig |